# Batalha de El Pla
A Batalha de El Pla foi uma batalha ocorrida em 15 de janeiro de 1811 entre uma coluna do Primeiro Império Francês composta por duas brigadas italianas de um lado e uma Divisão do Reino da Espanha, sob o comando de Pedro Sarsfield do outro. As tropas espanholas resistiram e repeliram o ataque da primeira brigada, contra-atacando e derrotando ambas as brigadas. O combate ocorreu durante a Guerra Peninsular, parte das Guerras Napoleônicas. A ação foi travada perto de El Pla de Santa Maria, ao norte de Valls, Catalunha, Espanha.

## Antecedentes
O Cerco de Tortosa terminou em 2 de janeiro de 1811, quando a guarnição espanhola se rendeu ao III Corpo de Louis-Gabriel Suchet. Durante o cerco, o VII Corpo do Marechal Étienne Jacques MacDonald impediu que o Exército Catalão de Luis González Torres de Navarra, Marquês de Campoverde, interferisse nas operações de Suchet.

## Batalha
Com o cerco encerrado, MacDonald avançou em direção a Lérida com 12.000 soldados. Após chegar a Valls, seu comandante de vanguarda, Francesco Orsatelli (chamado Eugenio), ouviu que uma força inimiga estava próxima e decidiu atacá-la. Eugenio foi mortalmente ferido e sua brigada foi repelida pelos homens de Sarsfield. Depois que a brigada de Giuseppe Federico Palombini se juntou aos sobreviventes de Eugenio, Sarsfield atacou novamente e derrotou ambas as unidades italianas. Somente a intervenção de uma tropa de cavalaria francesa liderada por Jacques-Antoine-Adrien Delort impediu um desastre completo. Após a ação do dia, MacDonald descobriu que a força principal de Campoverde estava se aproximando por trás dele. Durante a noite, o marechal francês marchou à força com suas tropas para o norte, até Montblanc, na estrada para Lleida, cedendo o campo de batalha aos espanhóis.

## Forças
As forças imperiais incluíam dois batalhões de cada um dos 1º e 2º Regimentos de Infantaria Leve Italianos, dois batalhões de cada um dos 2º, 4º e 5º Regimentos de Infantaria de Linha Italianos e um batalhão do 8º Regimento de Infantaria de Linha Italiano. Havia também 30 cavaleiros da Real Ordem dos Caçadores a Cavalo italiana. Dois esquadrões do 24º Regimento de Dragões francês se engajaram no final da batalha.

## Consequências
A conquista francesa de Aragão prosseguiu com o Cerco de Figueras.